# سيندي تشيو
سيندي تشيو (بالإنجليزية: Cindy Chiu)‏ هي ممثلة أمريكية، ولدت في 12 مايو 1980 في تايوان.

## أعمال

### أفلام
- (2005) المدرب كارتر[2]

## وصلات خارجية
- سيندي تشيو على موقع IMDb (الإنجليزية)
- سيندي تشيو على موقع قاعدة بيانات الفيلم (الإنجليزية)